# Волошин, Антон Дмитриевич
Анто́н Дми́триевич Воло́шин (16 августа 1987, Москва — 17 июня 2014, Металлист) — российский журналист ВГТРК, звукорежиссёр. Погиб 17 июня 2014 года близ города Счастье во время съёмок сюжета о выводе беженцев из зоны вооружённого конфликта на востоке Украины.

## Биография
Антон Волошин родился 16 августа 1987 года в городе Москва.
С 1994 года по 1997 год учился в школе № 5 города Улан-Удэ. С 1997 года по 1999 годы учился в школе № 633 города Москвы. С 1998 года по 2001 год учился в гимназии № 7 города Химки. С 2001 года по 2004 год в Химкинском лицее № 11. С 2003 года по 2005 год был капитаном химкинской команды КВН «Свои Люди». Принимал участие в фестивалях КВН в Анапе и Сочи. В 2004 году поступил в МИФИ, который окончил в 2011 году.

Антон Волошин во время командировки на Востоке Украины

В 2009—2013 годах — звукорежиссёр в муниципальном учреждении «Молодёжный центр „Восход”» г. Химки Московской области.
С мая 2013 года — звукорежиссёр ВГТРК.

### Семья

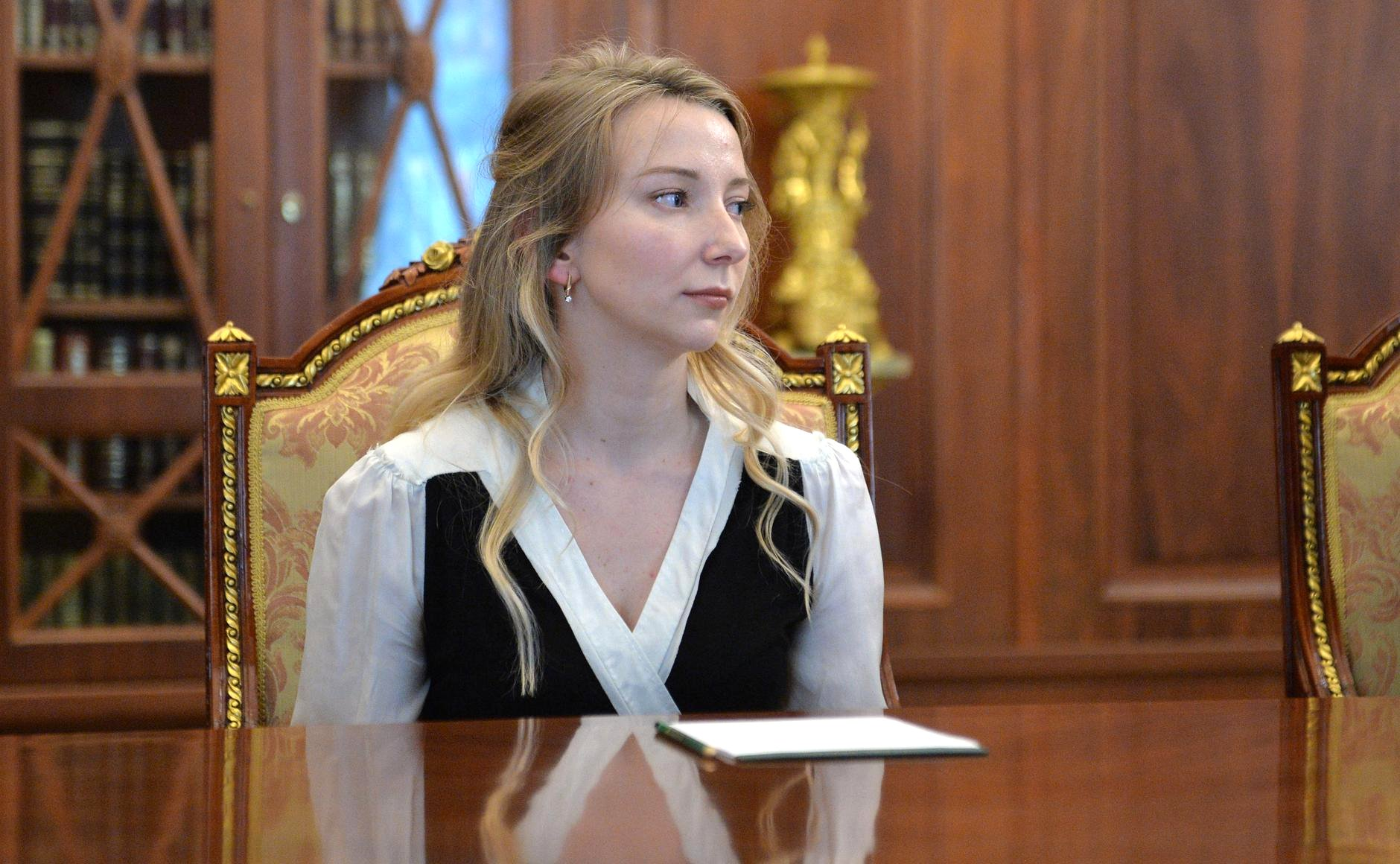
Сестра Антона Волошина — Мариана во время встречи с Владимиром Путиным и Виктором Медведчуком.
25 мая 2016 года

Отец — Дмитрий Анатольевич Волошин. Мать — Ирина Александровна Волошина (Царевская) (2 октября 1962 — 2 октября 2015), скончалась в день своего рождения, от сердечного приступа в возрасте 53 лет.
Сестра — Мариана Дмитриевна Волошина.
Жена Ирина Юрьевна Волошина. Детей не было. Поженились в 2013 году.

## Гибель
1 июня 2014 года в составе съёмочной группы ВГТРК был откомандирован на территорию, не контролируемую правительством Украины. 17 июня съёмочная группа ВГТРК, снимавшая репортаж о беженцах вооружённого конфликта на востоке Украины, попала под миномётный и артиллерийский обстрел вблизи посёлка Металлист под Луганском. Звукорежиссёр Антон Волошин погиб на месте, а корреспондент Игорь Корнелюк получил тяжёлое ранение и позже скончался в больнице через 35 минут после того, как его перевели из операционной в стационар. По словам очевидца, при обстреле под Луганском мина разорвалась рядом с группой журналистов, один из которых держал микрофон с логотипом телеканала «Россия». Волошину успели сделать операцию, но через полчаса он скончался в реанимации.
Похоронен 26 июня 2014 года с воинскими почестями на Троекуровском кладбище Москвы.

## Реакция
18 июня Президент Украины Пётр Порошенко по просьбе ОБСЕ поручил провести расследование по факту гибели людей и выразил соболезнования по поводу произошедшего. 
9 июля представитель Следственного комитета РФ Владимир Маркин сообщил, что Управление по расследованию преступлений, связанных с применением запрещенных средств и методов ведения войны СК РФ предъявило Надежде Савченко обвинение в пособничестве в убийстве журналистов Всероссийской гостелерадиокомпании Игоря Корнелюка и Антона Волошина. По версии следствия, участвуя в боевых действиях на востоке Украины в составе батальона «Айдар», она определила координаты группы журналистов и передала их украинским силовикам. По версии следствия, именно с использованием этих координат был произведён миномётный обстрел, вследствие которого погибли журналисты.

## Память
- Игорю Корнелюку и Антону Волошину посвящено стихотворение Натальи Цебренко «А мир играл неистово в футбол…» (19 июня 2014 года).[12]
- 20 июня 2014 года Владимир Путин подписал указ о награждении Игоря Корнелюка и Антона Волошина орденом Мужества (посмертно)[13].
- 3 сентября 2014 года на здании лицея № 11 в Химках, где учился Антон Волошин, была установлена памятная доска[14].
- В Совете Федерации РФ 17 ноября 2014 года состоялась церемония передачи государственной награды матери погибшего — Волошиной Ирине Александровне[15].
- 17 июня 2015 года на здании ВГТРК в Москве (5-я улица Ямского Поля, дом 19/21) торжественно открыта мемориальная доска памяти Игоря Корнелюка и Антона Волошина[16]. В этот же день на месте гибели возле посёлка Металлист установлен поминальный крест.
- 15 декабря 2015 года общеобразовательной школе посёлка Металлист присвоено имя Игоря Корнелюка и Антона Волошина[17].
- 18 июня 2019 года памятник погибшим журналистам Волошину и Корнелюку был открыт в Луганске[18].